# Photoperiodismus
Photoperiodismus bezeichnet die Abhängigkeit von Wachstum, Entwicklung und Verhalten bei Pflanzen von der Tageslänge (Photoperiode). Die minimale Leistungsdichte beträgt hierbei etwa 10−2 bis hinunter zu 10−3 W/m², daher kann bereits Vollmondlicht mit ≈ 5 · 10−3 W/m² wirksam sein.

## Kurztagpflanze (KTP) oder Langtagpflanze (LTP)
Pflanzen unterscheiden sich in der Weise, wie ihre Entwicklungsprozesse von der Taglänge abhängen, genauer: von der Länge des lichten Tages im Unterschied zur Dauer der Nacht beim periodischen Wechsel heller und dunkler Phasen. Die Dauer der Dunkel- bzw. Nachtphasen ist insbesondere bei der Bildung von Blüten (Blüteninduktion) entscheidend für das Verhalten der Pflanze. Der Photoperiodismus ist genetisch bedingt, wobei sich grob drei Typen unterscheiden lassen: Kurztagpflanzen (KTP), Langtagpflanzen (LTP) und tagneutrale Pflanzen. Kurztagpflanzen warten mit dem Beginn oder der Intensivierung eines Prozesses, meist der Blütenbildung, bis die tägliche Beleuchtungsspanne eine bestimmte Dauer unterschreitet. Vereinfacht werden als Kurztagpflanzen jene Pflanzen bezeichnet, die bei einer täglichen Beleuchtungsdauer von weniger als zwölf Stunden blühen, und als Langtagpflanzen solche, die bei mehr als zwölfstündiger Beleuchtung blühen. Langtagpflanzen warten mit Beginn oder Intensivierung von Prozessen wie der Blütenbildung, bis die Taglänge eine bestimmte Dauer überschreitet.
In der Wirkung handelt es sich nicht um ein Alles-oder-Nichts-Ereignis; vielmehr ist diese Reaktion bei unterschiedlichen Spezies verschieden stark ausgeprägt. So reicht bei manchen Arten wie der Prunkwinde Ipomoea nil ein einziger Induktionszyklus, während andere wie der Spitzwegerich Plantago lanceolata bis zu 25 Zyklen benötigen. Des Weiteren wird zwischen qualitativen (absoluten) und quantitativen Kurz- bzw. Langtagpflanzen unterschieden. Als vermittelndes Glied zwischen den photoperiodischen und den tagneutralen können hierbei jene Pflanzen angesehen werden, bei denen die Beleuchtungsdauer insofern keinen Einfluss auf die Blütenbildung hat, als sie sowohl in Dauerdunkelheit als auch in Dauerlicht blühen, doch eine Verlängerung (LTP) beziehungsweise Verkürzung (KTP) der Photoperiode die Blühinduktion stark fördert. Darüber hinaus gibt es auch Kurzlangtagpflanzen (KLTP) und auch Langkurztagpflanzen (LKTP), die jeweils zwei verschieden lange aufeinanderfolgende Photoperioden benötigen, womit zwischen kurzen Tagen im Frühling und kurzen Tagen im Herbst unterschieden werden kann.

## Erkennung der Tageslänge
Erkannt wird die Tageslänge nicht über die Länge der Photoperiode, sondern über die der Dunkelperiode, was auch erklärt, wieso eine helle Vollmondnacht bereits reicht, um die Blühinduktion von besonders lichtempfindlichen Pflanzen hinauszuzögern. Man spricht in diesem Zusammenhang auch von Kurz- bzw. Langnachtpflanzen.
Bei manchen KTP reicht bereits Störlicht ab nur einer Minute, um die Blüte zu unterbinden, wohingegen Störlicht bei LTP über mehrere Stunden gegeben werden muss, um eine Blühinduktion zu unterbinden.
Weiterhin ist die Fläche, die dem Licht ausgesetzt ist, nahezu völlig irrelevant für den Effekt, da bereits einzelne richtig belichtete Teile eines Blattes genügen. Mit einer Geschwindigkeit von 2 bis 4 mm/h wird diese Information mittels des FT(Flowering Locus T)-Proteins, welches auch als Florigen bezeichnet wird, zu den Spross-Meristemen transportiert.
Durch Versuche mit Aufpfropfungen wurde allerdings festgestellt, dass diese Systeme in vielen Pflanzen sehr ähnlich oder gleich sind, da mit aufgepfropften KTP-Blättern LTP mit kurzen Tageslängen zum Blühen gebracht werden konnten und umgekehrt.

## Funktion
Der Sinn dieses Systems wird im Verbreitungsgebiet verschiedener Pflanzen vermutet. So finden sich am Äquator vorwiegend KTP und tagneutrale und in hohen Breitengraden eher LTP, da es hier auf die Nutzung der  kurzen Vegetationszeitfenster im Sommer ankommt. Auch in Gebieten, in denen es zu saisonalen Dürreperioden oder anderen ungünstigen Klimaereignissen kommt, ermöglicht die Erkennung der Tageslänge den Pflanzen die Nutzung der günstigen Zeiträume zur Fortpflanzung.

## Beispiele
Qualitative Langtagpflanzen
- Roggen (Secale cereale)
- Schwarzes Bilsenkraut (Hyoscyamus niger)
- Weichweizen (Triticum aestivum)
- Wiesen-Lieschgras (Phleum pratense)

Quantitative Langtagpflanzen
- Acker-Schmalwand (Arabidopsis thaliana)
- Kartoffel (Solanum tuberosum)

Tagneutrale Pflanzen
- Acker-Hellerkraut (Thlaspi arvense)
- Einjähriges Rispengras (Poa annua)
- Gewöhnliches Greiskraut (Senecio vulgaris)
- Topinambur (Helianthus tuberosus)

Qualitative Kurztagpflanzen
- Arabica-Kaffee (Coffea arabica)
- Garten-Fuchsschwanz (Amaranthus caudatus)
- Herbst-Chrysantheme (Chrysanthemum indicum)
- Sojabohne (Glycine max)

Quantitative Kurztagpflanzen
- Garten-Dahlie (Dahlia variabilis)
- Hanf (Cannabis sativa)
- Zuckerrohr (Saccharum officinarum)

Langkurztagpflanzen
- Kalanchoe daigremontiana
- Nachtjasmin (Cestrum nocturnum)

Kurzlangtagpflanzen
- Kalanchoe blossfeldiana
- Marien-Glockenblume (Campanula medium)
- Weiß-Klee (Trifolium repens)